# 성인교육
성인 교육(成人教育, adult education)은 성인을 대상으로 하는 교육이다. 통상 일반적인 정상 교육 후의 재학습을 의미한다. 언어, 문화, 예술, 취미 등의 과정이 있으며, 기능 훈련 및 전문 자격 과정 등도 있다.

## 개요
1798년，영국에서 성인대학을 설립하였여, 서방 각 국가는 19세기 중엽까지 성인 교육을 도입하게 된다.
유네스코(UNESCO)가 1976년 성인교육회의에서 성인교육에 대해 정의하였다.

## 참고 문헌
- 詹棟樑（2005）。成人教育學。台北縣：冠學文化。
- 楊文彬（2003）。透過「非正式學習」做一個終身學習的現代人。菁莪，15（4），45-53。
- 教育部 (1991)。發展與改進成人教育五年計畫綱要。台北市:教育部。
- 黃富順（2002）。成人學習。台北市：五南。
- 楊國賜（1989）。迎接社會轉型的挑戰，邁向成人教育的新境界。隔空教育論叢，2，1-18。